# Совет по стандартизации сербского языка
Совет по стандартизации сербского языка (серб. Одбор за стандардизацију српског језика черног. Odbor za standardizaciju srpskog jezika) — лингвистический институт в Сербии, Черногории и Республики Сербской, задачами которого является сохранение и содействие развитию сербского языка. Основан 12 декабря 1997 года в Белграде (в то время — Югославия).
Учредителями совета являются:
- Сербская академия наук и искусств
- Черногорская академия наук и искусств
- Академия наук и искусств Республики Сербской
- Матица сербская
- Институт сербского языка (Белград)
- Филологический факультет Белградского университета
- Филологический факультет Университета Приштины
- Факультет философии Университета Нови-Сад
- Факультет философии Университета Баня-Луке
- Факультет философии Источно-Сараевского университета
- Факультет философии Университета Ниш
- Факультет философии Университета Черногории в Никшиче
- Крагуевацкий университет
- Сербское литературное общество в Белграде[2].